# Делагарди, Аксель Юлиус
Граф Аксель Юлиус Делагарди (швед. Axel Julius De la Gardie; 22 февраля 1637, Стокгольм — 18 мая 1710, Стокгольм) — шведский военный и государственный деятель, фельдмаршал-лейтенант.

## Биография
Младший сын шведского полководца и политика Якоба Делагарди (1583—1652) и его супруги Эббы Браге (1596—1674). Его дед Понтус Делагарди (1520—1585) был французским военачальником, который поступил на шведскую службу.
Аксель Юлиус Делагарди быстро поднялся по карьерной лестнице в шведской армии: в 1656 году стал майором королевской лейб-гвардии, в сентябре 1660 года назначен полковником Вестергётландского кавалерийского полка, в 1664 году стал генерал-майором кавалерии и полковником королевской лейб-гвардии.
С 1674 года Делагарди — член шведского Риксрода, год спустя стал фельдмаршал-лейтенантом. В 1676 году назначен главнокомандующим войсками в Финляндии и Ингерманландии, где его главной задачей стала организация обороны от потенциального русского нападения. В 1677 году он отвечал за оборону провинций Емтланд и Бергслаген от Датско-норвежского государства.
С 1687 по 1704 год Делагарди был генерал-губернатором Эстляндии. На этом посту он поощрял остзейское немецкое дворянство. После начала Северной войны он руководил обороной этой провинции от русской армии Петра I. После неудач в 1704 году был отозван в Швецию, сохранив своё место в Риксроде.

## Семья
С 1664 года Аксель Юлиус Делагарди был женат на Софии Юлиане Форбус (1649—1701), дочери шведского генерала и члена Риксрода Арвида Форбуса (1598—1665). У супругов было трое сыновей:
- Адам Карл Делагарди (1664—1721)
- Магнус Юлиус Делагарди (1668—1741)
- Понтус Фредрик Делагарди (1669—1717)